# Equècrates de Macedònia
Equècrates (en llatí Echecrates, en grec antic Ἐχεκράτης) fou fill de Demetri el Bell de Cirene, que va tenir de la seva muller Olímpies de Larissa. Era germà petit del rei de Macedònia Antígon III Dosó. Va tenir un fill que es va dir Antígon en honor del seu oncle i al que Filip V de Macedònia volia llegar el regne, desheretant al seu propi fill Perseu de Macedònia.